# Lothar Bauer (Musiker)
Lothar Bauer (* 6. Februar 1928 in Wolfsbach; † 13. August 2018) war ein deutscher Volksmusiker und Vorsitzender der Oberpfälzer Volksmusikfreunde.

## Leben
Lothar Bauer war hauptberuflich Lehrer. Er war Mitbegründer und von 1978 bis 1996 erster Vorsitzender der Oberpfälzer Volksmusikfreunde. Er gab zahlreiche Noten heraus und betreute bzw. leitete mehrere Volksmusikgruppen. Er musizierte auch im Duett mit seiner Ehefrau Johanna „Hanna“ Bauer. Bauer lebte lange Zeit in Wenzenbach und zuletzt in Regensburg.
Für seine Verdienste um die Oberpfälzer Volksmusik wurde er im Juli 2018 vom bayerischen Innenminister und Schirmherrn des Nordgautages Joachim Herrmann mit dem Nordgaupreis des Oberpfälzer Kulturbundes ausgezeichnet. Er starb im Alter von 90 Jahren. Sein Leichnam wurde auf dem Friedhof der Wallfahrtskirche Mariä Himmelfahrt Dechbetten beigesetzt.

## Ehrungen
- 1996: Ehrenvorsitz bei den Oberpfälzer Volksmusikfreunden
- 2018: Nordgaupreis des Oberpfälzer Kulturbundes in der Kategorie „Musik“